# سالن کنسرت آلکسلا

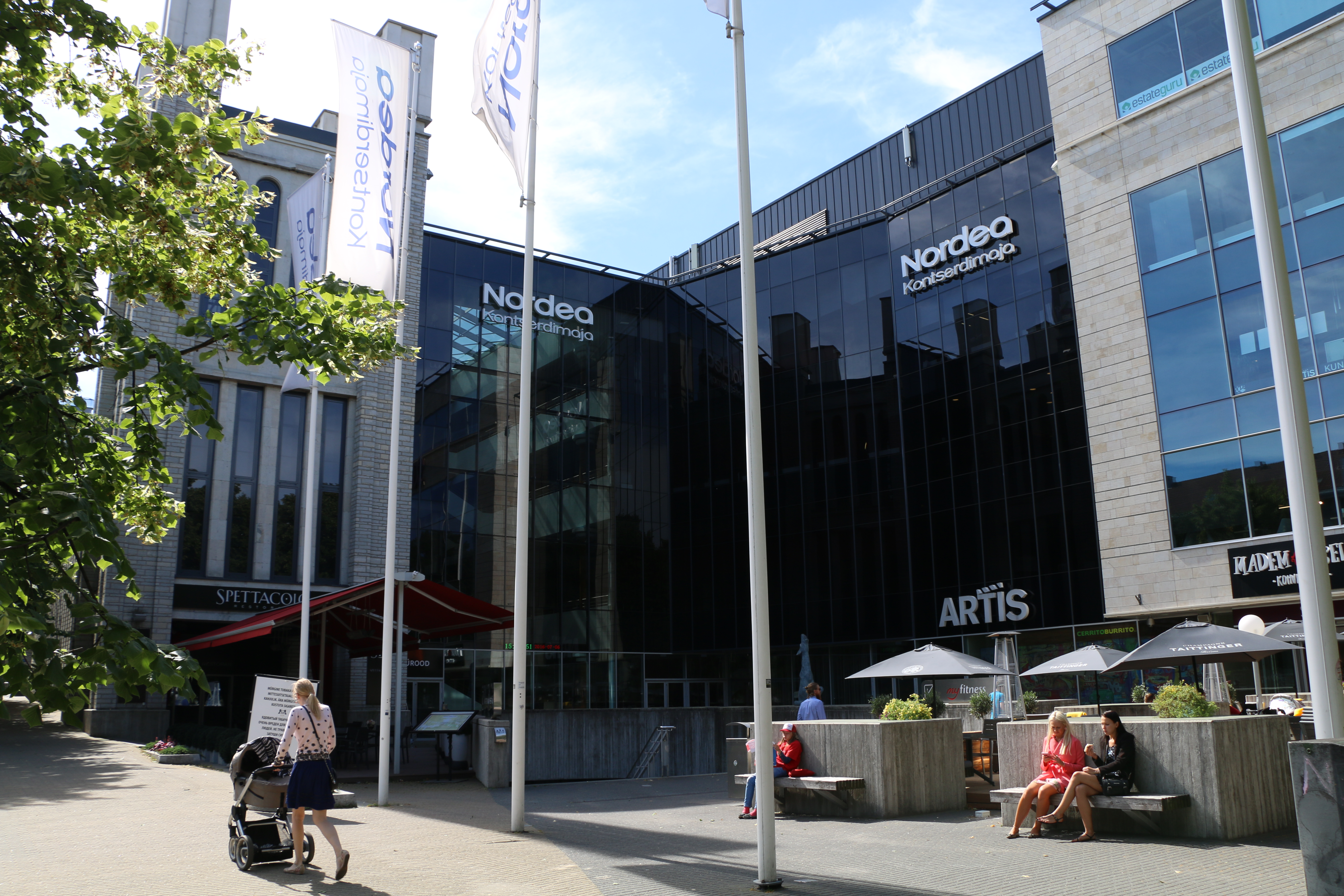
ورودی سالن کنسرت آلکسلا و مرکز سولاریس

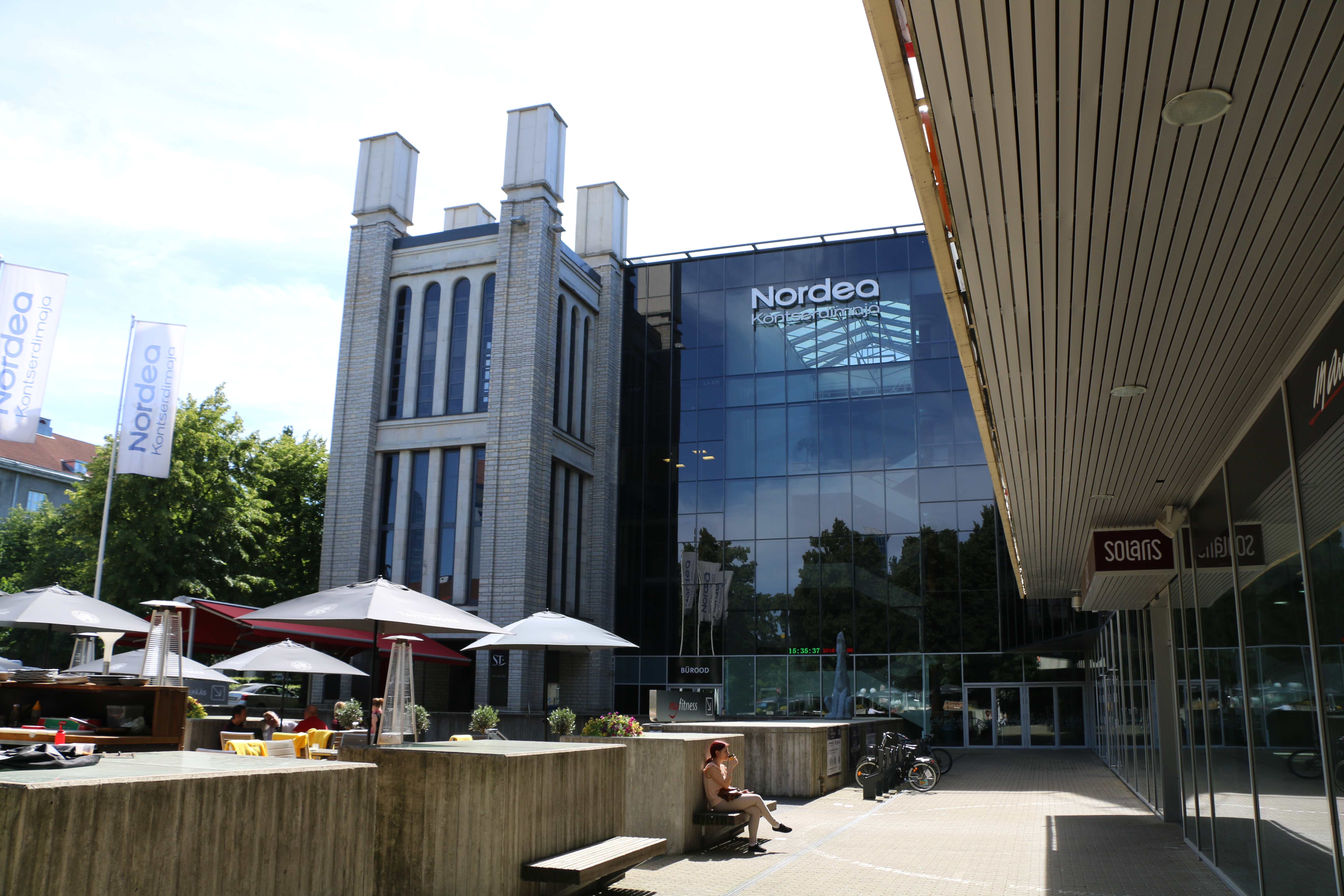
سالن کنسرت آلکسلا

سالن کنسرت آلکسلا (استونیایی: Alexela kontserdimaja) یک سالن اجرای کنسرت و موسیقی در تالین، استونی است. این سالن که در مابین سال‌های ۲۰۰۷ تا ۲۰۰۹ ساخته شده ۱٬۸۲۹ نفر ظرفیت دارد.